# Valerian Pidmohylny
Valerian Pidmohylny (2 de fevereiro de 1901, Chapli, Ucrânia – 3 de novembro de 1937, Ilhas Solovetski, Rússia) foi um escritor e tradutor ucraniano. Ele, assim como muitos outros escritores ucranianos, foi incarcerado em prisões e campos de concentrações até ser morto.